# Schlei
El Schlei o Slie (en danès: Slien) és un braç de mar de Slesvig-Holstein a Alemanya que comença al mar Bàltic a Schleimünde i que corre 42 km terra endins fins a la ciutat de Slesvig, passant per Maasholm, Kappeln i Arnis. L'amplada mitjana és d'1,3 km i el calat 3 metres, la superfície 54,6 km² i el volum 163,3 milions de m³ d'aigua salabrosa, del qual la salinitat disminueix des de l'embocadura fins a Slesvig. Els geòlegs discuteixen quan a l'origen del braç: per als uns és un fiord, excavat per a una glacera, per als altres només és una fossa d'aigua fosa a la fi de l'època glacial. El llac del Burgsee en formava la part més occidental, fins que el duc Adolf I de Slesvig-Holstein-Gottorp va construir un dic de separació el 1582. Normalment és d'aigües tranquil·les, però a vegades està sotmès a marejades fortes destructores, com va ser el cas del 1694, 1836 i 1872, i les menors de 1905, 1954 i 2005. Avui, el braç ha perdut molt del seu paper com eix de transport però el seu paper pel turisme i els esports aquàtics creix cada dia. Encara hi ha una mica de pescadors que pesquen el Schleischnäpel, una espècie de coregonus, el avaretus balticus que només viu al Slie.

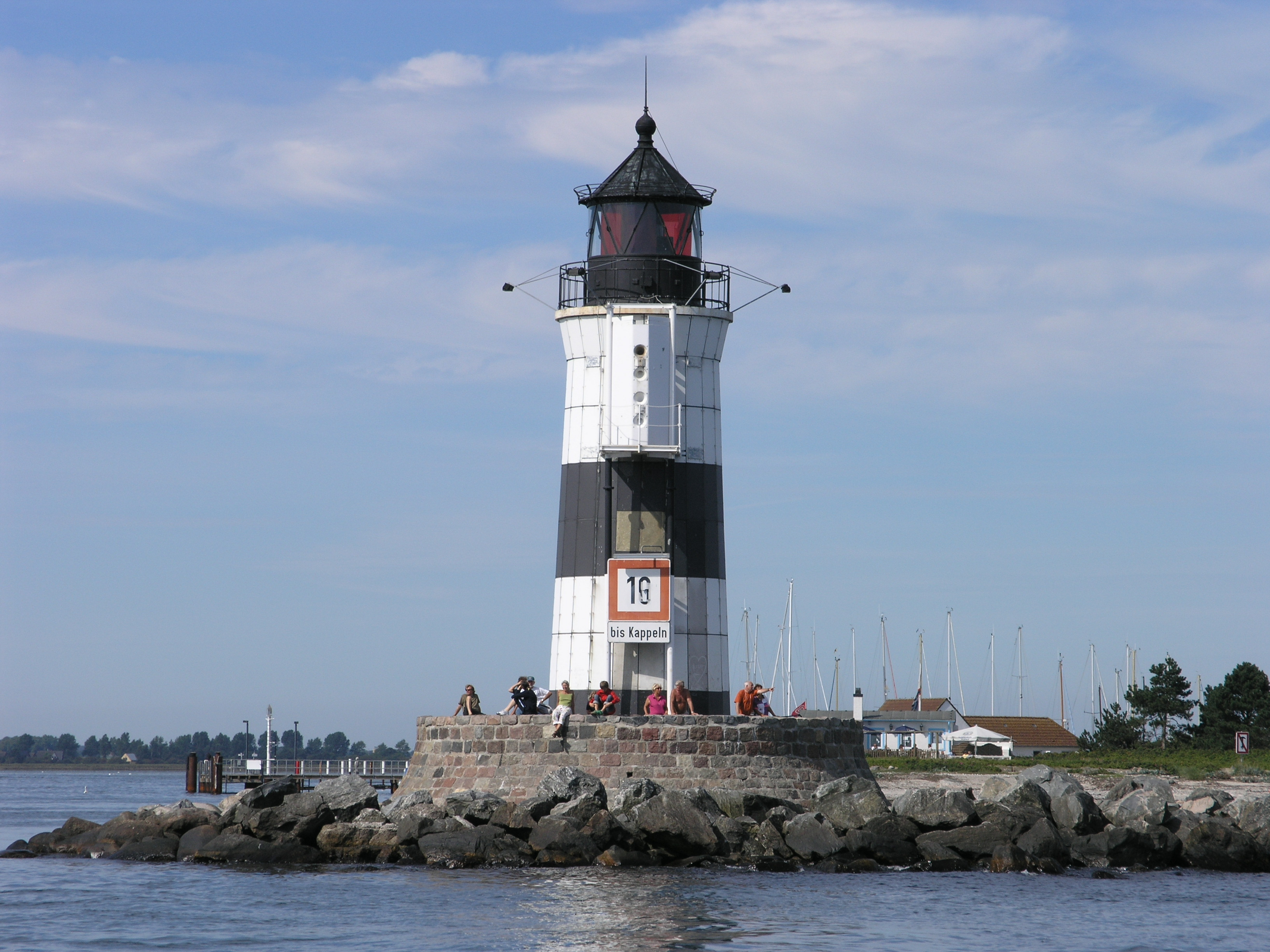
Far a Schleimünde
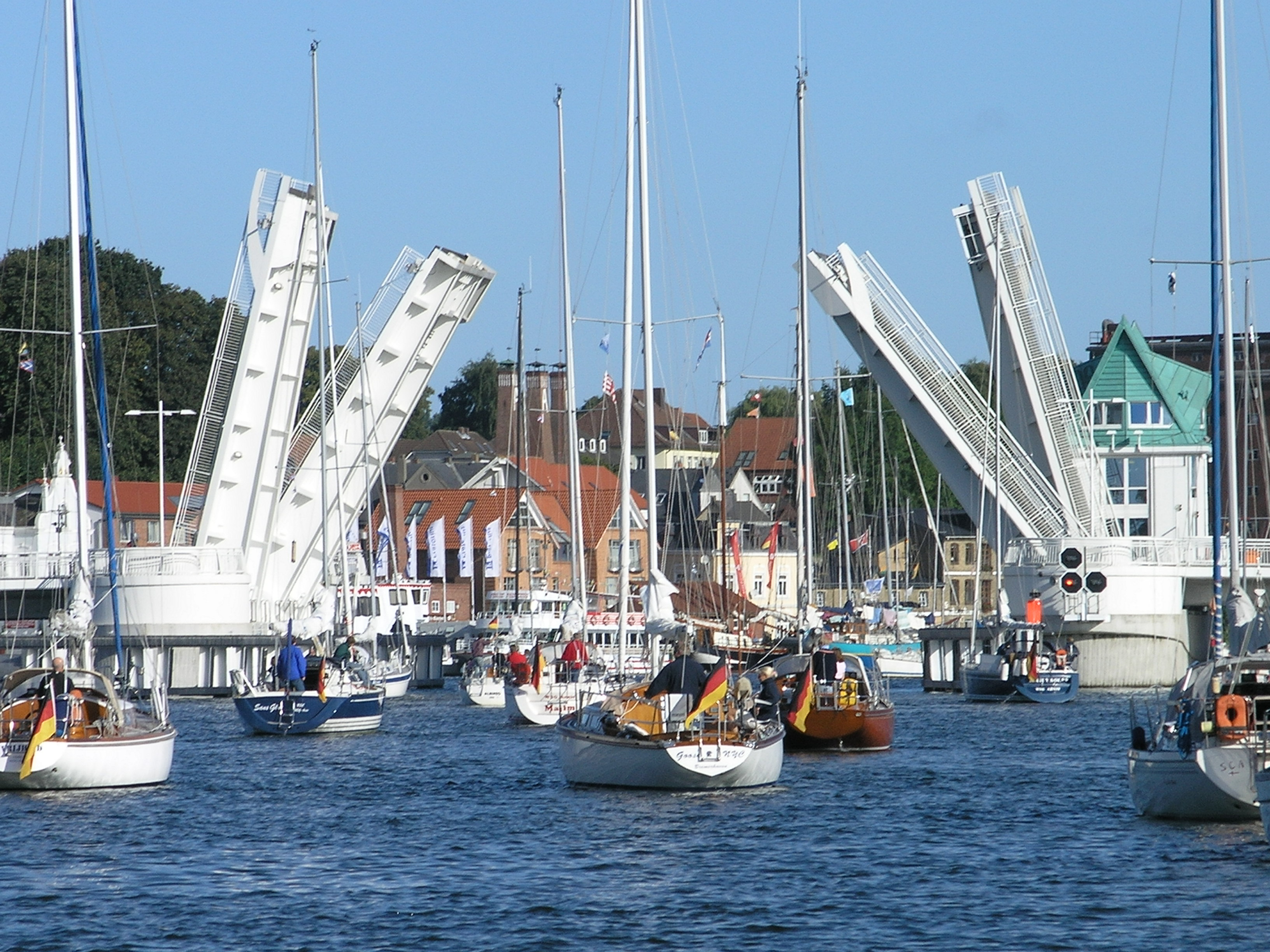
Entrada del port esportiu a Kappeln
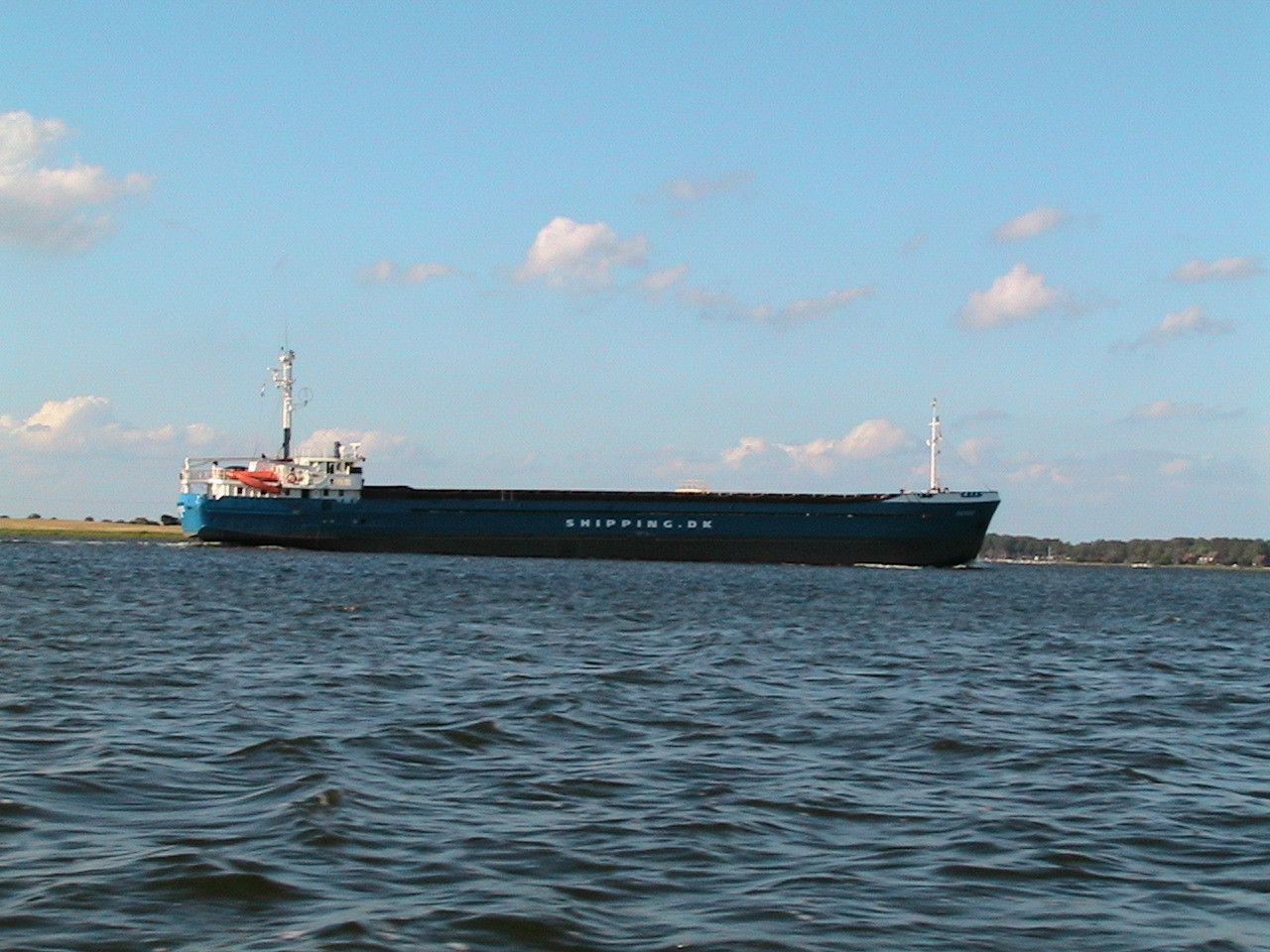
Una barca comercial al Schlei
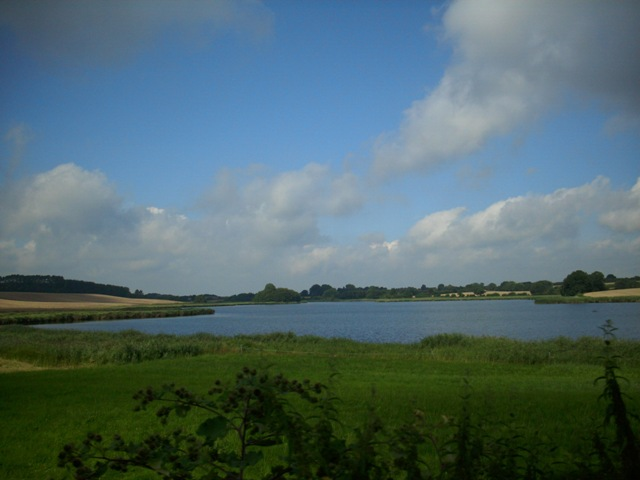
Ornumer Noor
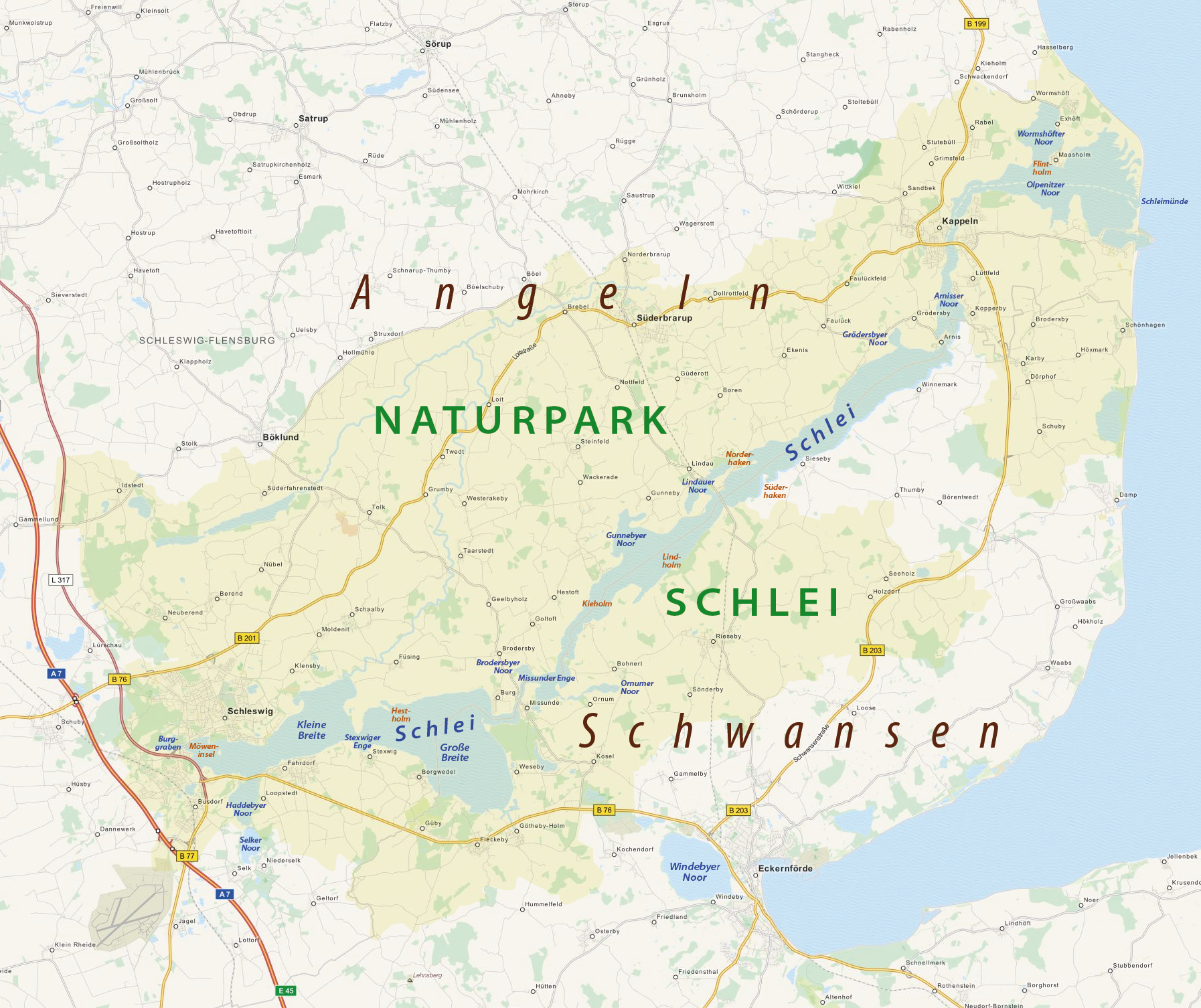